# Galina Mixénina
Galina Mixénina (rus: Галина Андреевна Мишенина)  (Solnechnogorsk, 5 d'agost de 1950) és una ex-remadora russa que va competir sota bandera de la Unió Soviètica durant la dècada de 1970.
El 1976 va prendre part en els Jocs Olímpics de Mont-real, on guanyà la medalla de bronze en la competició del quatre amb timoner del programa de rem. Formà equip amb Lyudmila Krokhina, Lidiya Krylova, Anna Pasokha i Nadezhda Sevostyanova.